# Els Porxos (Tarragona)
Els Porxos és una obra de Tarragona protegida com a Bé Cultural d'Interès Local.

## Descripció
Edifici d'habitatges i oficines, és notable pels seus elements de pedra picada i sobre tot pels porxos que formen un espai, per als vianants, públic a la planta baixa.
Hi havia un edifici similar a l'altre banda del carrer Lleó, destruït durant la guerra civil; el que el substitueix conserva, altrament, els porxos.